# Geonoma arundinacea
Geonoma arundinacea är en enhjärtbladig växtart som beskrevs av Carl Friedrich Philipp von Martius. Geonoma arundinacea ingår i släktet Geonoma och familjen Arecaceae. Inga underarter finns listade i Catalogue of Life.